# Италодиско
Италодиско (на английски: italo disco) е поджанр на евродиското (от диско-жанра), обхващащ като понятие голяма част от продукцията на денс музиката в Европа през 1980-те години.
То е от първите изцяло електронни форми на музика, в частност първото електронно диско. Итало-диското носи специфичен футуристичен и спейси звук,[необходимо е уточнение] създаден с помощта на синтезатори, дръм машини и вокодери.
Итало-диското е на музикалния пазар от началото на 1980-те години благодарение на германската музикална компания ZYX Music.